# Sinagoga Abuhav
La Sinagoga Abuhav es una sinagoga del siglo XV en Safed, Israel, llamada así por un rabino y cabalista español del siglo XV, Isaac Abuhav. Su diseño se dice que está basado en las enseñanzas cabalísticas.
La tradición dice que Abuhav, que nunca salió de España, diseñó la sinagoga y sus discípulos construyeron el edificio cuando llegaron en la década de 1490 después de su expulsión de España. Otra leyenda afirma que la sinagoga fue transportada "milagrosamente" de España a Safed.
La sinagoga fue casi completamente destruida en el terremoto de 1837 y solo la pared sur permaneció de pie y existe hoy como un vestigio del edificio original.

Sinagoga Abuhav
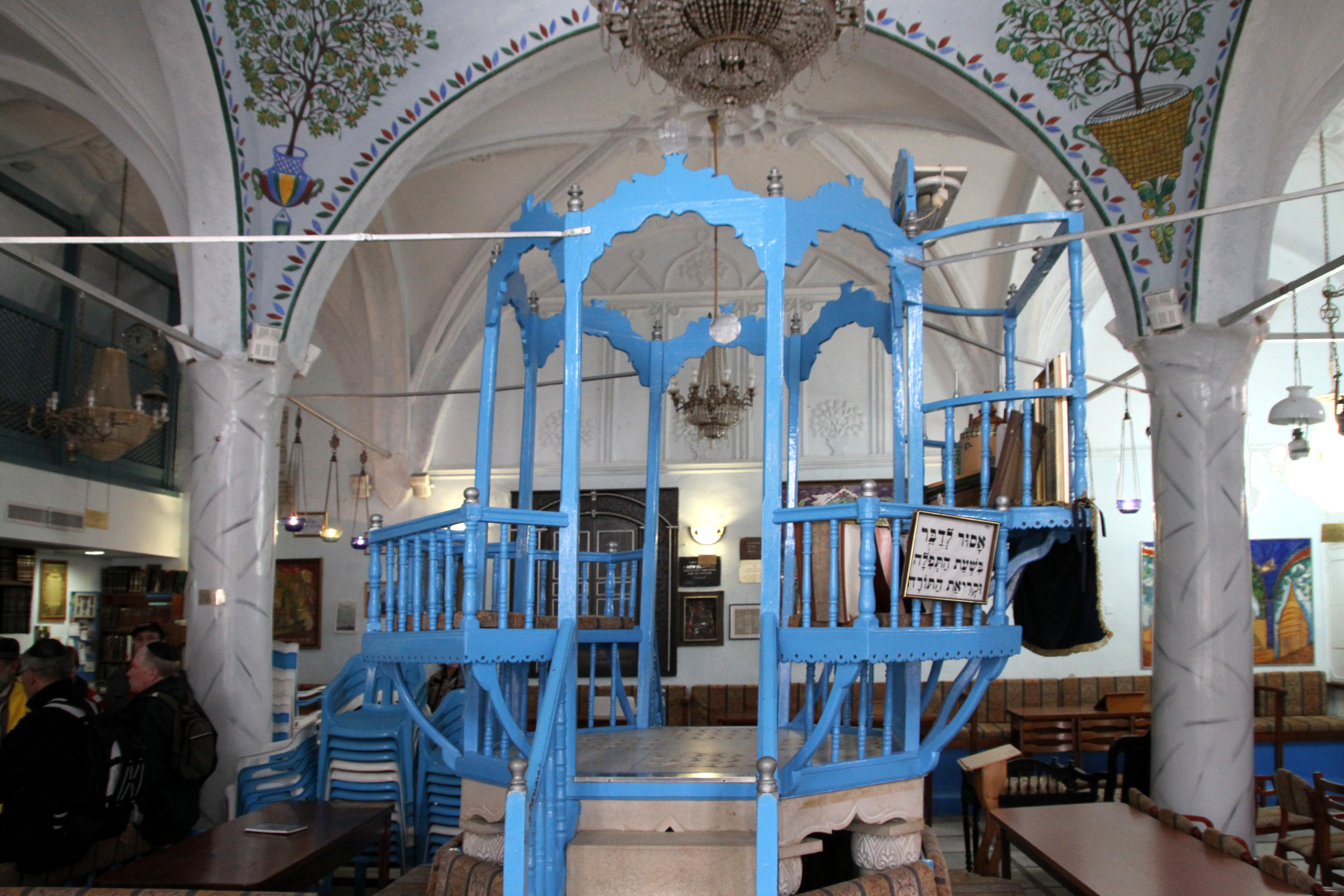
Bimah
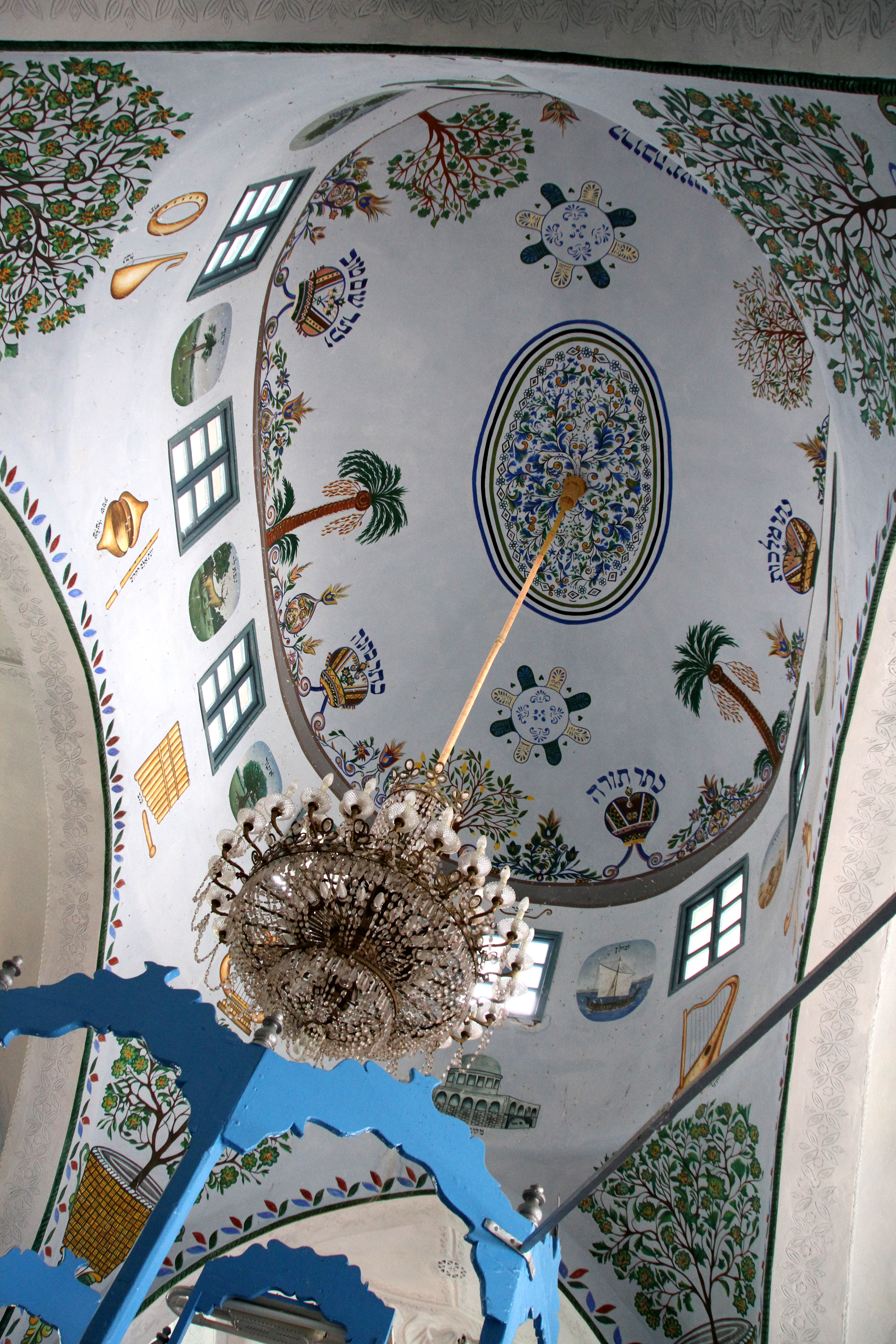
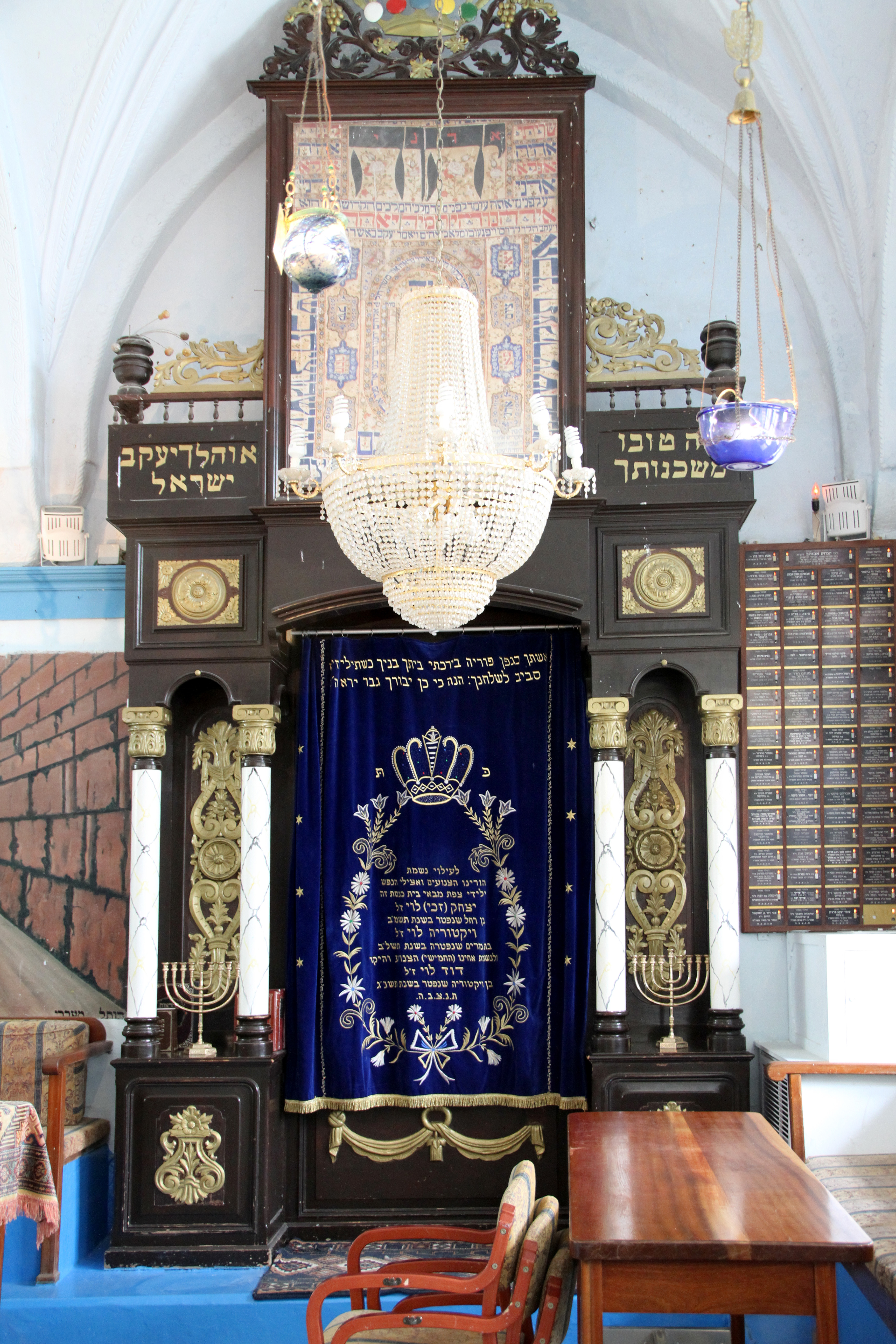
Santuario de la Torá
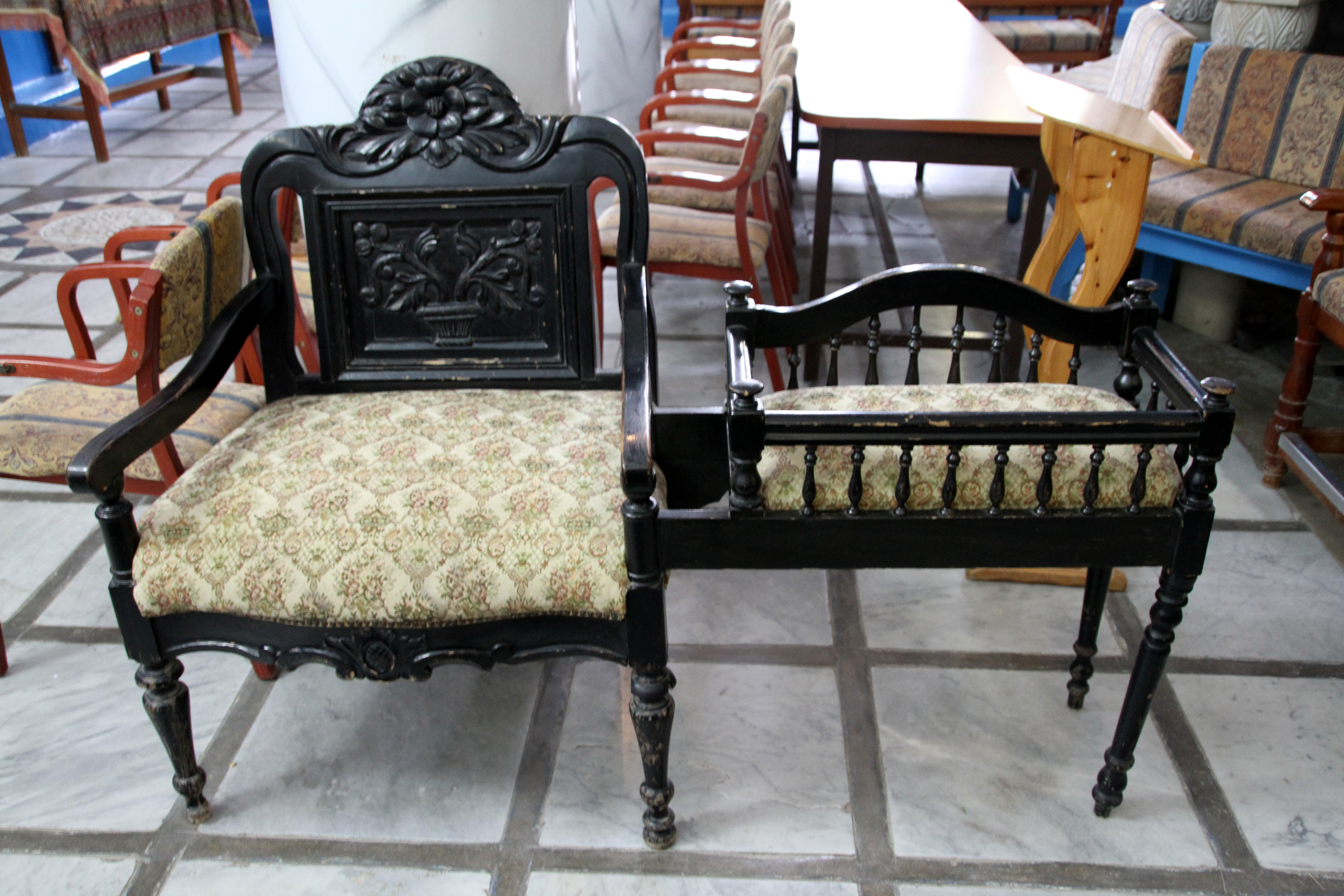
Banco de circuncisión
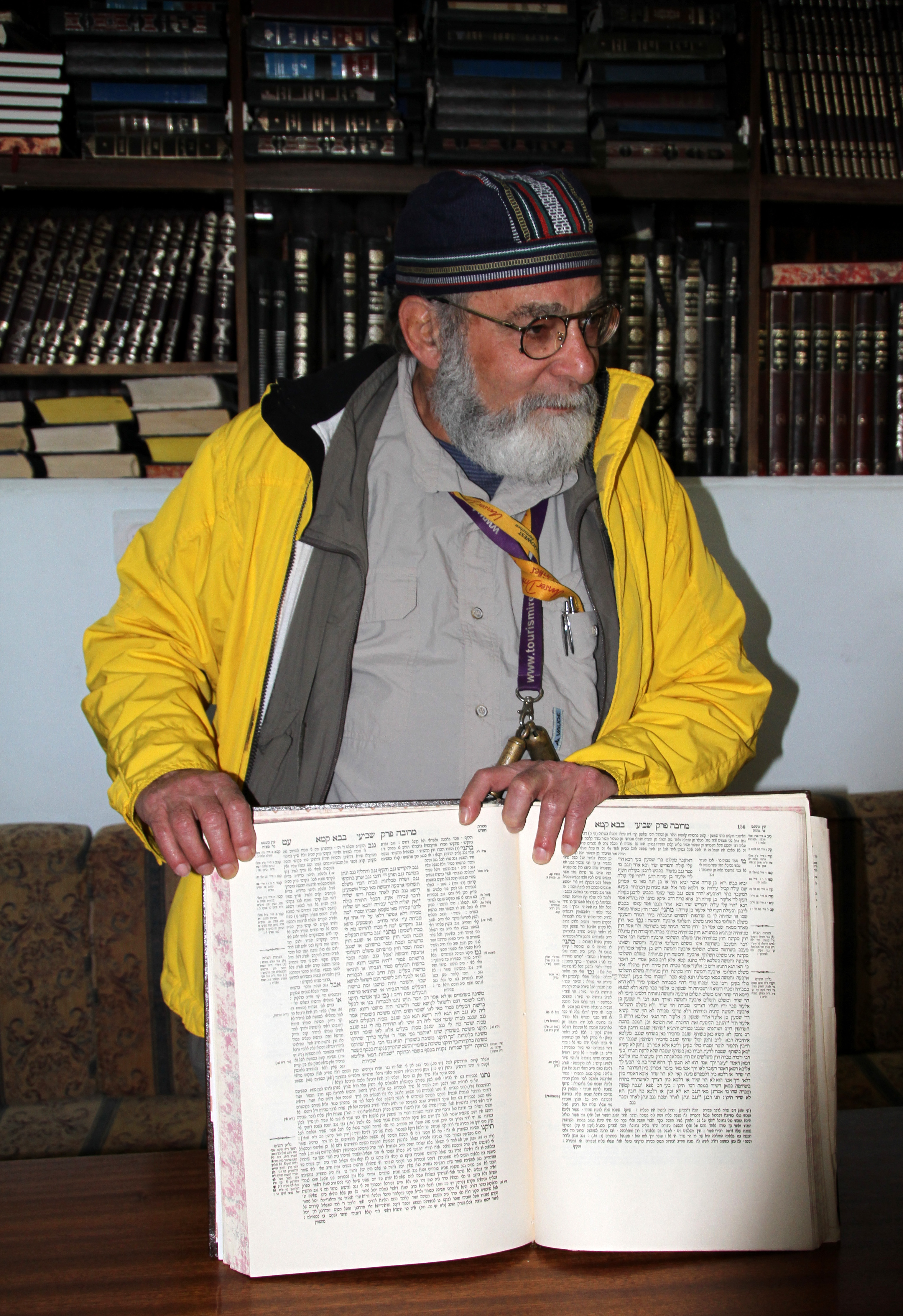
Talmud
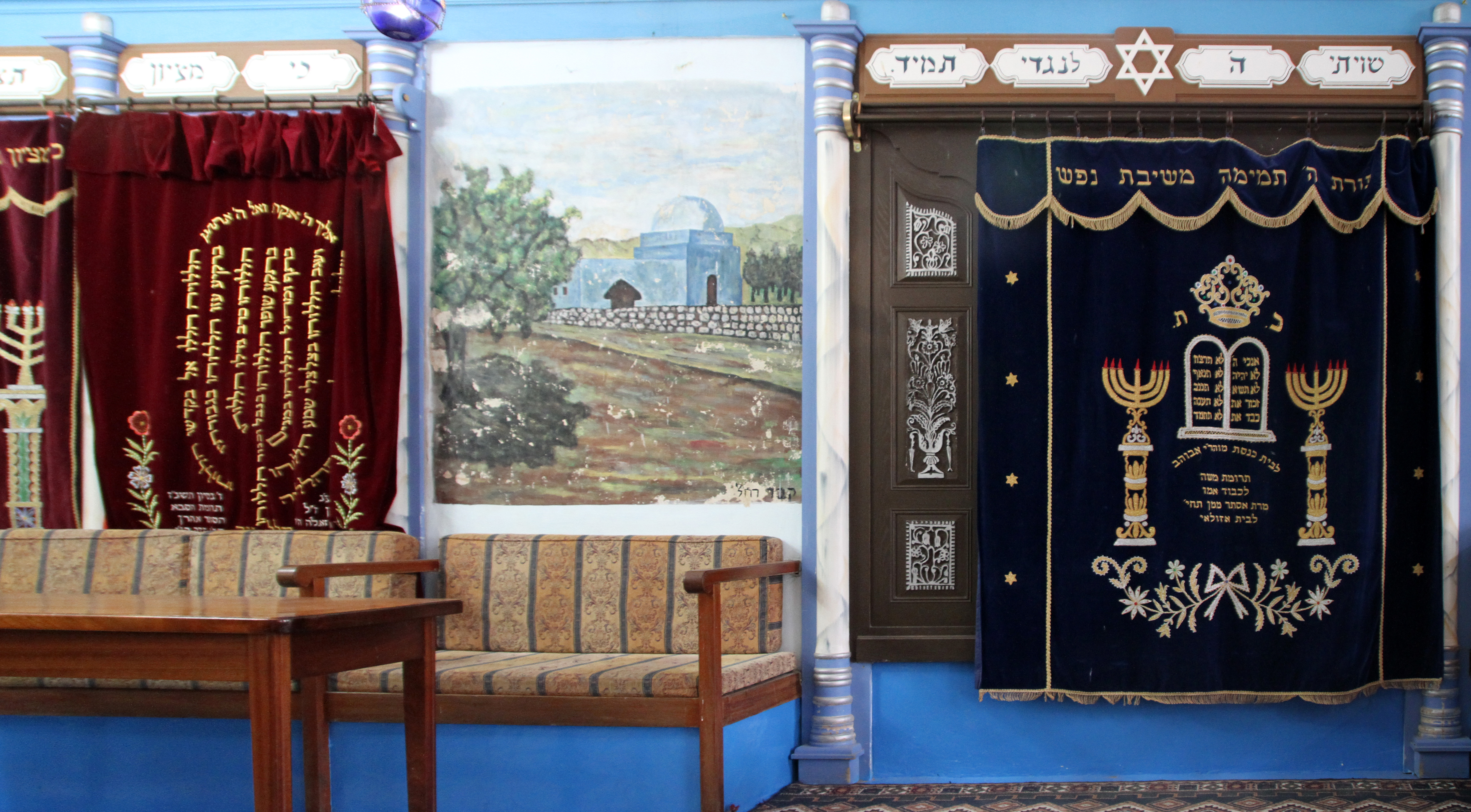